# 方向 (明朝)
方向（1456年—？），字與義，直隶安庆府桐城县人，軍籍，明朝政治人物。

## 生平
成化十六（1480年）庚子科應天府鄉試第五十四名舉人。成化十七年（1481年），辛丑科二甲第七十六名進士。授工科給事中，因事連坐，謫雲南多羅驛丞。歷官至瓊州府知府。

## 家族
曾祖方法，斷事；祖父方懋，贈監察御史；父方瑜，封工科給事中。母徐氏。具庆下。兄方璽、方舟。

## 引用
1. ↑  （明）张朝瑞. . 《续修四库全书》史部第828册.
2. ↑  鲁小俊，江俊伟著. . 武汉：武汉大学出版社. 2009: 254–256. ISBN 978-7-307-07043-1.
3. ↑  （清）張廷玉等，《明史（中華書局點校本）》（卷180）：方向，字與義，桐城人。成化十七年進士。謫雲南多羅驛丞，歷官瓊州知府。入覲時，仆私市一珠，索而投諸海。
4. ↑  龚延明主编. . 宁波: 宁波出版社. 2016. ISBN 978-7-5526-2320-8. 《天一閣藏明代科舉錄選刊.登科錄》之《成化十七年進士登科錄》